# Патрік Джей Адамс
Патрік Джей  Адамс (англ. Patrick J. Adams, Patrick Johannes Adams; нар. 27 серпня 1981, Торонто, Канада) — канадський актор, найбільш відомий завдяки своїй ролі Майка Росса в серіалі каналу USA Network «Форс-мажори» (2011—2019).

## Біографія
Адамс народився в Торонто, Онтаріо, Канада, але після розлучення батьків в дев'ятнадцятирічному віці переїхав в Лос-Анджелес, де закінчив зі ступенем бакалавра мистецтв Університет Південної Каліфорнії.

## Кар'єра
На великому екрані він дебютував з невеликій ролі у фільмі 2003 року «Стара гарт», а на телебаченні з'явився в епізодах таких серіалів як «Джек і Боббі», «Мертва справа», «Сильні ліки», «Жінка-президент», «Вогні нічної п'ятниці», «Загублені», «Морська поліція: Спецпідрозділ», «Та, що говорить з привидами», «Адвокатська практика», і «Милі ошуканки».
Адамс найбільш відомий завдяки своїй ролі Майка Росса в серіалі каналу USA Network «Форс-мажори», в якому знімався з 2011 року серіал закінчився в 2019 році. У 2012 році він був номінований на Премію Гільдії акторів США за кращу чоловічу роль у драматичному серіалі за свою роботу в шоу. У 2014 році Адамс отримав основну чоловічу роль в міні-серіалі NBC «Дитина Розмарі».

## Особисте життя
З 2009 року Адамс зустрічається з актрисою Тройен Беллісаріо, з якою заручений з лютого 2014 року. 10 грудня 2016 року пара одружилася в Каліфорнії. 8 жовтня 2018 року у пари народилася донька Аврора. 15 травня 2021 року у пари народилась друга донька Елліот Ровена Адамс.

## Фільмографія
| Рік       | Українська назва                      | Оригінальна назва              | Роль                  | Примітки                                |
| --------- | ------------------------------------- | ------------------------------ | --------------------- | --------------------------------------- |
| 2001      |                                       | For the Record                 | Патрік                |                                         |
| 2003      | Стара закалка                         | Old School                     | Петч                  |                                         |
| 2004      | Джек і Боббі                          | Jack & Bobby                   | Метт Крамер           | 1 епізод                                |
| 2004      | Мертва справа                         | Cold Case                      | Дін Ленґ              | 1 епізод                                |
| 2004      | Сильне лікарство                      | Strong Medicine                | Брендон               | 1 епізод                                |
| 2005      | Поруч з будинком                      | Close to Home                  | Пол                   | 1 епізод                                |
| 2005      | Роман по переписці                    | Christmas in Boston            | Сет                   | Телевізійний фільм                      |
| 2005      |                                       | Façade                         | Гаррі                 |                                         |
| 2006      | Орфей                                 | Orpheus                        | Баррі                 | Телевізійний фільм                      |
| 2006      | 4исла                                 | Numb3rs                        | Адам Беннет           | 1 епізод                                |
| 2006      | Жінка—президент                       | Commander in Chief             | Колін Джеймс          | 2 епізоди                               |
| 2006      | Вогні нічної п'ятниці                 | Friday Night Lights            | Коннор Гейз           | 1 епізод                                |
| 2007      | Без сліду                             | Without a Trace                | Адам Кларк            | 1 епізод                                |
| 2007      | Взлети та падіння: Історія Дьюї Кокса | Walk Hard: The Dewey Cox Story |                       |                                         |
| 2007      | Загублені                             | Lost                           | Пітер Телбот          | 1 епізод                                |
| 2007      | Серце                                 | Heartland                      | Генрі Гілліам         | 1 епізод                                |
| 2008      | Хороша поведінка                      | Good Behavior                  | Вейден Гест           | Пілот                                   |
| 2008      | Морська поліція: Спецпідрозділ        | NCIS                           | Томмі Дойл            | 1 епізод                                |
| 2008      | Минулі три дні                        | 3 Days Gone                    | Дуг Корсс             |                                         |
| 2008      |                                       | The Butcher's Daughter         |                       | Телевізійний фільм                      |
| 2008      | Екстремальне кіно                     | Extreme Movie                  | Голос                 |                                         |
| 2009      | Ділерська                             | The Dealership                 | Джек Карсон           | Пілот                                   |
| 2009      | Та, що говорить з привидами           | Ghost Whisperer                | Лінус Ван Горн        | 1 епізод                                |
| 2008      | Купідон                               | Cupid                          | Джо Адамс             | 1 епізод                                |
| 2009      | Обмани мене                           | Lie to Me                      | Луі Німерофф          | 1 епізод                                |
| 2009      | Адвокатська практика                  | Raising the Bar                |                       | 1 епізод                                |
| 2009      | Синоптик                              | Weather Girl                   | Байрон                |                                         |
| 2009      | Гнів                                  | Rage                           | Дуат                  |                                         |
| 2009      |                                       | The Waterhole                  | Міллер                |                                         |
| 2009      | Час маски: 2:13                       | 2:13                           | Підліток              |                                         |
| 2010      | Вспомни, що буде                      | FlashForward                   | ЕД                    | 1 епізод                                |
| 2010      | Милі ошуканки                         | Pretty Little Liars            | Гарді                 | 1 епізод                                |
| 2011      |                                       | Dead in the Room               | Рождер                |                                         |
| 2011      | Правило шести місяців                 | 6 Month Rule                   | Джуліан               |                                         |
| 2011—2019 | Форс-мажори                           | Suits                          | Майк Росс             | Головна роль: 1—7 сезони Гість: 9 сезон |
| 2012      | Удача                                 | Luck                           | Натан Ізраіл          | 4 епізоди                               |
| 2014      | Дитина розмарі                        | Rosemary's Baby                | Гай Вудхаус           | Міні-серіал                             |
| 2014      | Темне дитя                            | Orphan Black                   | Джессі                | 1 епізод                                |
| 2016      | Легенди завтрашнього дня              | DC's Legends of Tomorrow       | Рекс Тайлер / Часовий | 2 епізоди                               |
| 2017      |                                       | Car Dogs                       | Марк Чемберлейн       |                                         |
| 2017      |                                       | Room for Rent                  | Г'ю Дорсі             |                                         |
| 2018      |                                       | We Are Here                    | Невідомий чоловік     | Короткий фільм                          |
| 2018      | Клара                                 | Clara                          | Ісаак Бруно           |                                         |
| 2019      |                                       | Sneaky Pete                    | Стефан                | 3 сезон                                 |
| 2020      |                                       | The Right Stuff                | Джон Глен             |                                         |